# تشارلز داو
تشارلز داو هو سياسي كندي، ولد في 28 فبراير 1845، وتوفي في 29 مارس 1908.